# دارين هولواي
دارين هولواي (بالإنجليزية: Darren Holloway)‏ هو لاعب كرة قدم بريطاني، ولد في 3 أكتوبر 1977 في بيشوب أوكلاند ‏ في المملكة المتحدة. لعب مع برادفورد سيتي وبولتون واندررز ودارلينجتون إف سى وسكونثورب يونايتد ونادي سندرلاند ونادي كارلايل يونايتد ونادي ويمبلدون.

## وصلات خارجية
- دارين هولواي على موقع قاعدة بيانات كرة القدم.إي يو (الإنجليزية)
- دارين هولواي على موقع Soccerbase.com (لاعب) (الإنجليزية)
- دارين هولواي على موقع عالم كرة القدم.نت (الإنجليزية)